# Johan Lindhult
Johan Lindhult, född 14 april 1723 i Örebro, död 13 februari 1770 i Stockholm, var en svensk läkare.
Johan Lindhult var son till rådmannen Petter Lindhult. Efter skolgång i Örebro och Strängnäs blev han 1741 student vid Uppsala universitet, där han först studerade fysik och kemi, och 1742 disputerade på en avhandling i kemi. Senare övergick han till medicinstudier och blev 1752 medicine doktor. Han hade redan innan dess börjat driva en läkarpraktik i Stockholm, där han gjorde sig känd som en av de första som gjorde försök med Elektriciteten emot hvarjehanda sjukdomar. 1754 sändes han av Vetenskapsakademien på en studieresa till Paris för att där lära förlossningskonst och bråckbands förfärdigande. Efter återkomsten till Sverige 1755 blev han en föregångsman inom användningen av bråckband. 1755 blev han provincialmedicus i Malmöhus län och intendent vid Ramlösa brunn. 1759 återvände Lindhult till Stockholm, där han blev läkare vid Danviks hospital och Allmänna barnhuset, 1762 andre stadsfysikus och assessor i Collegium medicum och var 1766–1767 intendent vid surbrunnen på Norrmalm. Han utgav 1752–1753 ett eget arbete om elektroterapi.